# Gevard van Doerne (14e-eeuws heer)
Gevard van Doerne (ca 1305 - voor 1350) was een ministeriaal uit het geslacht Van Doerne.
Van Doerne was heer van Deurne als leenman van de hertog van Brabant vanuit zijn residentie op het Cranendonkse leengoed Ter Vloet in het Kerkeind te Deurne. Hij wordt in 1312 in het zogenaamde Kasselboek genoemd als Gherardus Falconarius ('Gherardus de Valkenier'), die de justiciam de Dorne iuxt Helmont in leen hield van de hertog. Dat hij hier bedoeld is ondanks zijn vermoedelijk lage leeftijd, blijkt uit de vermelding van Will[helmis] s[uns] als opvolger. Hij was gehuwd met Margriet Willemsdr. van Goor en met had haar 2 zonen en 2 dochters. Uit een relatie met Luijtgard Medemans had hij nog 2 zonen.
Gevard werd als heer van Deurne en leenman van Ter Vloet opgevolgd door zijn zoon Willem van Doerne.